# Julius Westerdahl
Hans Julius Westerdahl, född 1 november 1846 i Landskrona, död 1926, var en svensk kakelugnsmakare, bagare och företagare. Han var bror till bagarmästaren Anders Rickard Westerdahl.

## Biografi
Julius Westerdahl var ett av fem barn till handelsmannen Hans Westerdahl  och Maria Westerdahl i Landskrona. Han växte dock upp föräldralös, eftersom fadern hade dött redan innan Julius fötts, och modern dog när han var tre år gammal. Julius växte upp i ett fosterhem och utbildade sig från 15 års ålder till kakelugnsmakare i Malmö. 
Hans bror Andreas Richard Westerdahl hade som bagargesäll vandrat till Stockholm från Malmö 1862, och Julius Westerdahl följde efter 1867 för att i Stockholm också utbilda sig till bagare, hos sin bror. Han gav sig därefter ut på gesällvandring 1877 till Finland och till Ryssland, där han är fältbagare i den ryska armén under rysk-turkiska kriget 1877-78. Efter återkomsten till Stockholm 1878 blir han bagarmästare i Augusta Wilhelmina Öhmans bageri i hörnet Åsögatan/Södermannagatan, där han utvecklade en kalljäsningsmetod för sprött knäckebröd som han lärt sig i Ryssland.
År 1885 tog han över Öhmans bageri och utvecklade driften till en spisbrödsfabrik. Han byggde ett nytt bageri i samma kvarter på tomten i hörnet Södermannagatan/Bondegatan 1884 och utvidgade med nya lokaler i ett nybyggt hus på granntomten på Bondegatan 21 A 1889. I detta fanns både spannmålsmagasin, tillverkningslokaler, kontor och bostad för den egna familjen. Åren 1904-05 utvidgades lokalerna  ytterligare med en ny fabrik på en granntomt på Södermannagatan.
Julius Westerdahl var gift med Emma Westerdahl. Deras son Nils Westerdahl drev Öhmans Spisbrödsfabrik vidare.
Han har gett namn till Julius hus.